# بییار دل آلا
بییار دل آلا (به اسپانیایی: Villar del Ala) یک دهستان در اسپانیا است که در سریا واقع شده‌است.

## خصوصیات
بییار دل آلا ۱۱ کیلومترمربع مساحت و ۵۷ نفر جمعیت دارد.